# (8060) Anius
(8060) Anius (1973 SD1) – planetoida z grupy trojańczyków okrążająca Słońce w ciągu 11,74 lat w średniej odległości 5,16 au. Odkryta 19 września 1973 roku.